# Алгебра з діленням
Алгебра з діленням — алгебра в якій можливе ділення. В такій алгебрі не існує дільників нуля.

## Визначення
Алгебра {\displaystyle {\mathcal {A}}} над полем A називається алгеброю з діленням, якщо
{\displaystyle \forall a,b(b\neq 0)\in A,\;\;\exists !\;x,y:\;\;a=bx,\;\;a=yb.}
Для асоціативних алгебр визначення може бути спрощене до:
асоціативна алгебра є алгеброю з діленням тоді і тільки тоді коли 1≠0 і для кожного елемента існує його обернений елемент відносно множення (існує x такий що ax = xa = 1).
Теорема Фробеніуса стверджує що асоціативних алгебр з діленням всього 3.